# Campionato europeo di baseball 1965
Il campionato europeo di baseball 1965 è stato la nona edizione del campionato continentale. Si svolse a Madrid, in Spagna, fra il 29 agosto ed il 5 settembre 1965, e fu vinto dai Paesi Bassi, alla loro settima affermazione consecutiva in ambito europeo.

## Squadre partecipanti
- Germania
- Italia
- Paesi Bassi

- Spagna
- Svezia

## Risultati
|    | Team        | V - P | Pf - Ps | %     |
| -- | ----------- | ----- | ------- | ----- |
| 1. | Paesi Bassi | 4 - 0 | 57 - 0  | 1.000 |
| 2. | Italia      | 3 - 1 | 53 - 26 | 0.750 |
| 3. | Germania    | 2 - 2 | 18 - 21 | 0.500 |
| 2. | Spagna      | 1 - 3 | 28 - 43 | 0.250 |
| 4. | Svezia      | 0 - 4 | 7 - 73  | 0.000 |

| Madrid 29 agosto 1965 | Spagna | 5 – 8 | Germania |  |

| Madrid 29 agosto 1965 | Italia | 30 – 1 | Svezia |  |

| Madrid 30 agosto 1965 | Paesi Bassi | 19 – 0 | Svezia |  |

| Madrid 31 agosto 1965 | Italia | 9 – 0 | Germania |  |

| Madrid 1 settembre 1965 | Spagna | 0 – 15 | Paesi Bassi |  |

| Madrid 3 settembre 1965 | Spagna | 14 – 6 | Svezia |  |

| Madrid 4 settembre 1965 | Svezia | 0 – 10 | Germania |  |

| Madrid 4 settembre 1965 | Italia | 0 – 16 | Paesi Bassi |  |

| Madrid 5 settembre 1965 | Spagna | 9 – 14 | Italia |  |

| Madrid 5 settembre 1965 | Paesi Bassi | 7 – 0 | Germania |  |

## Classifica finale
| Campione d'Europa | Campione d'Europa | Campione d'Europa |
| ----------------- | ----------------- | ----------------- |
| Paesi Bassi       |                   |                   |
| Argento           | Italia            |                   |
| Bronzo            | Germania          |                   |
| 4.                | Spagna            |                   |
| 5.                | Svezia            |                   |